# Walk Away Slow
Walk Away Slow este albumul de debut al cântăreței-compozitoare Tiffany Page. A fost lansat pe data de 20 iunie 2011, după o serie de amânări. Acest debut este populat cu melodii corespunzătoare – scurte, pătrunzătoare, instant memorabile, simple și solid construite.
Tiffany a început să lucreze la albumul „Walk Away Slow” în vara lui 2010, compunând și înregistrând în Los Angeles și Londra. Scoțând la iveală aceste cântece cu ajutorul unei formații, Page afirmă că ele au fost aduse la viață. „Muzica a fost întotdeauna singurul lucru care nu m-a făcut să mă simt limitată sau constrânsă”, spune ea „n-am fost niciodată o persoană încrezătorare, dar muzica mi-a insuflat această încredere. Iar cea mai plăcută experiență din viața mea a fost înregistrarea și crearea acestui album. N-am fost niciodată atât de fericită cum sunt acum.”
Există versatilitate pe tot parcursul albumului. Melodii precum 'Heaven Ain't Easy', 'Hope He Doesn't Know' și 'Out Of Mind', cu linie melodică energică și refrene chinuitoare. Balada melancolică 'You Won't'. Crestăturile și întortocherile din 'Police’. Și  probabil cea mai bună dintre toate 'I Am The Blaze' care călătorește printre versuri cu tentă dulce-acrișoară la refrene care se aseamănă cu vuietul unei furtuni.
Acestea sunt cântece despre dragoste, dorință, înflorirea relațiilor și despărțire.

## Recepții
„La o primă ascultare veți fi mai întâi izbiți de vocea ei. Este o voce care te supune la atenție. Are obrăznicia mândră a lui Chrissie Hynde, imaginea de vampă a lui Shirley Manson și răgetul infernal al lui Courtney Love. Chinuie, alina și se sfărâma pe la colțuri, pe cât de tăios atât de seducător. Faptul că această voce este împachetată în jurul a trei minute perfect formate dintr-o explozie solară de chitare și un refren care se cimentează în interiorul craniului tău doar sporește efectul.”(ilikemusic.com)
„Walk Away Slow este un bun album rock-pop care ar trebui să o introducă pe Tiffany Page ca pe un viitor star. Precum multe debuturi, nu este perfect, dar atunci când ajunge la țintă este o audiție destul de decentă.” (John Murphy – musicOMH.com)
„Tiffany Page este o proaspătă adiție la o înșiruire curentă de femei soliste puternice de pe scena muzicală. O solistă pop rock, cu puțină atitudine și o dispoziție năstrușnică, are tot ce îi lipsește lumii muzicale actuale. Creează muzica pe care te oprești să o asculți….Exista ceva aproape obscen și brut în muzica sa…Vocea lui Tiffany este cea care iese în evidență pe parcursul întregului album. Aceasta este profundă și gravă, cavernoasă, ceea ce este neobișnuit pentru un artist feminin al momentului.” (Laura Johnstone – contactmusic.com)

## Listă de piese
1. "Walk Away Slow"
2. "Hope He Doesn't Know About You"
3. "On Your Head"
4. "You Won't"
5. "Out Of My Mind"
6. "Heaven Ain't Easy"
7. "7 Years Too Late"
8. "Reminders"
9. "Police"
10. "Break The Chain"
11. "Playing With Fire"
12. "I Am The Blaze"